# Strade statali della provincia di Trento
Questo è un elenco delle strade statali presenti sul territorio della provincia autonoma di Trento.
In seguito al decreto legislativo 2 settembre 1997, n° 320, dal 1º luglio 1998, la gestione dei tratti delle strade statali in tutta la regione del Trentino-Alto Adige è passata dalla società ANAS alle rispettive province che coprono il territorio, ovvero alla provincia autonoma di Trento e alla provincia autonoma di Bolzano. Entrambe hanno lasciato la classificazione e la sigla di statale (SS) alle strade, in quanto questo decreto delega alle Province le funzioni in materia di viabilità stradale, ma la proprietà rimane allo Stato.

## Strade statali della provincia di Trento
| Numero               | Denominazione                                       |
| -------------------- | --------------------------------------------------- |
| SS 12                | dell'Abetone e del Brennero                         |
| SS 42                | del Tonale e della Mendola                          |
| SS 43                | della Val di Non                                    |
| SS 43 dir            | della Val di Non dir Sarnonico                      |
| SS 43 rac            | della Val di Non raccordo Ronzone                   |
| SS ex SS 43          | ex SS 43 della Val di Non tratto Sabino - Rocchetta |
| SS 45 bis            | Gardesana Occidentale                               |
| SS 45 bis var        | Gardesana Occidentale variante Riva                 |
| SS 46                | del Pasubio                                         |
| SS 46 dir            | del Pasubio dir Ossario                             |
| SS 47                | della Valsugana                                     |
| SS 47 sv             | della Valsugana svincolo Melta                      |
| SS ex SS 47          | ex SS 47 Tracciato dismesso Martignano              |
| SS 48                | delle Dolomiti                                      |
| SS 48 var            | delle Dolomiti variante Predazzo                    |
| SS 48 var di Canazei | delle Dolomiti variante di Canazei                  |
| SS 50                | del Grappa e del Passo Rolle                        |
| SS 237               | del Caffaro                                         |
| SS 237 sv            | del Caffaro svincolo                                |
| SS 238               | delle Palade                                        |
| SS 238 dir           | delle Palade dir innesto S.S. 42                    |
| SS 238 rac           | delle Palade rac                                    |
| SS 239               | di Campiglio                                        |
| SS 240               | di Loppio e Val di Ledro                            |
| SS 240 dir           | di Loppio e Val di Ledro dir Nago - Arco            |
| SS 240 var           | di Loppio e Val di Ledro variante Mori              |
| SS 241               | della Val D'Ega e Passo Costalunga                  |
| SS 242               | della Val Gardena e Passo Sella                     |
| SS 249               | Gardesana Orientale                                 |
| SS 346               | del Passo San Pellegrino                            |
| SS 347               | del Passo Cereda e Passo Duran                      |
| SS 349               | della Val d'Assa e Pedemontana Costo                |
| SS 349 dir           | della Val d'Assa e Pedemontana Costo dir Lavarone   |
| SS 350               | di Folgaria e di Val d'Astico                       |
| SS 421               | dei Laghi di Molveno e Tenno                        |
| SS 612               | della Val di Cembra                                 |
| SS 612 dir           | della Val di Cembra dir innesto S.S. 48             |
| SS 620               | del Passo di Lavazè                                 |
| SS 641               | del Passo Fedaia                                    |